# Жуніньйо Бакуна
Жуніньйо Бакуна (нід. Juninho Bacuna; нар. 7 серпня 1997, Гронінген, Нідерланди) — нідерландський футболіст, грає на позиції півзахисника. Нині виступає за англійський клуб «Бірмінгем Сіті».

## Клубна кар'єра
Жуніньо є вихованцем «Гронінгена». Займався в академії з восьми до 18 років, після чого став гравцем юнацької команди. Практично відразу став підводитися до основного складу клубу. 5 лютого 2015 року дебютував в Ередивізі в поєдинку проти «Гераклеса», вийшовши на заміну на 79-ій хвилині замість Йоела ван Ніфа. Всього у своєму дебютному сезоні провів 12 поєдинків, постійно з'являючись на полі після перерви.
У сезоні 2015/16 виступи Бакуни стали більш стабільними. Він взяв участь у 16 поєдинках, відвоювавши місце в стартовому складі у другій половині сезону. Був яскраво вираженим центральним півзахисником, який координує дії нападу і захисту в допомогу основного опорного.

## Кар'єра в збірній
Запрошувався в юнацьку збірну Нідерландів до 18 років, проте закріпитися в ній не зміг.

## Родина
Старшим братом Жуніньо є Леандро Бакуна, який також є футболістом.